# Andrew Ornoch
Andrzej "Andrew" Mateusz Ornoch (født 21. august 1985 i Warszawa, Polen) er en canadisk/polsk fodboldspiller, som senest spillede i SC Telstar.

## Karriere
Ornoch startede med at spille fodbold i North Scarborough S.C. og skiftede siden til Erin Mills S.C. Her tilspillede han sig et Athletic Scholarship ved University of Detroit Mercy i Michigan, som spiller i Horizon League. Han blev her kåret til Årets Spiller og Årets Offensive Spiller i 2005. Året efter, i 2006, skiftede han tilværelse til professionel fodboldspiller i Ungarn, inden Esbjerg fB skrev kontrakt med den da 22-årige midtbanespiller.
Ornoch fik debut på det canadiske landshold i 2006.